# Territorial Parks in den Nordwest-Territorien
Dieser Artikel gibt eine Übersicht über die Territorial Parks in den kanadischen Nordwest-Territorien. Die Provinzparks im Nordwest-Territorium werden, abweichend von den meisten anderen kanadischen Provinzen, als Territorial Park bezeichnet.
Die Parks werden von den Northwest Territories Parks, welche zu Northwest Territories Industry, Tourism and Investment gehört, verwaltet. Die aktuelle rechtliche Grundlage für die Parks ist der Territorial Parks Act (RSNWT 1988) von 1988.
Neben den Territorial Parks gibt es in den Nordwest-Territorien noch weitere Schutzgebiete, u. a. fünf kanadische Nationalparks (den Aulavik-Nationalpark, den Naats'ihch'oh-Nationalpark, den Nahanni-Nationalpark, den Tuktut-Nogait-Nationalpark sowie den Wood-Buffalo-Nationalpark).

## Liste
| IUCN-Kategorie (a) | WDPA-ID | Name                                           | Fläche in km² | Gründungsdatum | Internetseite |
| ------------------ | ------- | ---------------------------------------------- | ------------- | -------------- | ------------- |
| k. A.              |         | 60th Parallel Territorial Park                 |               |                |               |
| k. A.              |         | Blackstone Territorial Park                    |               |                |               |
| k. A.              |         | Cameron River Crossing Territorial Park        |               |                |               |
| k. A.              |         | Chan Lake Territorial Park                     |               |                |               |
| k. A.              |         | Dory Point Territorial Park                    |               |                |               |
| k. A.              |         | Fort Providence Territorial Park               |               |                |               |
| k. A.              |         | Fort Simpson Territorial Park                  |               |                |               |
| k. A.              |         | Fred Henne Territorial Park                    |               |                |               |
| k. A.              |         | Gwich'in Territorial Park                      |               |                |               |
| k. A.              |         | Happy Valley Territorial Park                  |               |                |               |
|                    |         | Hay River Territorial Park                     |               |                |               |
|                    |         | Hidden Lake Territorial Park                   |               |                |               |
| k. A.              |         | Jàk Territorial Park                           |               |                |               |
|                    |         | Lady Evelyn Falls Territorial Park             |               |                |               |
|                    |         | Little Buffalo River Crossing Territorial Park |               |                |               |
|                    |         | Little Buffalo River Falls Territorial Park    |               |                |               |
|                    |         | McKinnon Territorial Park                      |               |                |               |
|                    |         | Nitainlaii Territorial Park                    |               |                |               |
|                    |         | North Arm Territorial Park                     |               |                |               |
|                    |         | Prelude Lake Territorial Park                  |               |                |               |
|                    |         | Queen Elizabeth Territorial Park               |               |                |               |
|                    |         | Reid Lake Territorial Park                     |               |                |               |
|                    |         | Sambaa Deh Territorial Park                    |               |                |               |
|                    |         | Tetlit Gwinjik Territorial Park                |               |                |               |
|                    |         | Twin Falls Gorge Territorial Park              |               |                |               |